# Heura Gaya i Escué
Heura Gaya i Escué (Juneda, 1987) és una cantant i intèrpret de gralla catalana. El seu treball està inspirat per la recuperació de la tradició musical, que s'escola tant en els temes de nova creació com en la tria de peces alienes.

## Trajectòria
Ha treballat en projectes diversos com el grup de polifonia Tornaveus de Jaume Aiats, el trio de música festiva Morena, la Cobla Catalana dels Sons Essencials, i amb artistes com Xavier Baró, Meritxell Gené i Meritxell Cucurella-Jorba. El 2016 va publicar el llibre Introspeccions, 168 pàgines de música i textos que presenta quatre obres que duen la música per a gralla a nous terrenys personals.
L'any 2022, Gaya va posar veu a una òpera de butxaca de polifonies tradicionals titulada La balada d'en Solé Sugranyes, escrita per Jaume Aiats, sobre Oriol Solé Sugranyes que ressegueix els tres darrers anys de la vida del militant anarquista assassinat a trets per la Guàrdia Civil el 1976 després de fugar-se de la presó de Segòvia.

## Discografia
- Gaya (Microcopi, 2019)[6]